# Luka Juri
Luka Juri, slovenski politik, geopolitik in geoekonomist, * 13. maj 1977.

## Delo v državnem zboru
2008-2011
V času 5. državnega zbora Republike Slovenije, član Socialnih demokratov, je bil član naslednjih delovnih teles:
- Odbor za finance in monetarno politiko (član)
- Odbor za promet (član)
- Odbor za visoko šolstvo, znanost in tehnološki razvoj (podpredsednik)
- Delegacija državnega zbora pri Parlamentarni skupščini OVSE - Organizacije za varnost in sodelovanje v Evropi (vodja delegacije)